# Wolfgang von Webenau
Wolfgang von Webenau, Pseudonyme „D. Fact“ und „Donald Fact“, (* 31. Juli 1970 in Augsburg) ist ein deutscher Musikproduzent und Komponist für Pop, Rock, Schlager, Film- und Werbemusik. Er leitet gemeinsam mit Achim Kleist die in der Nähe von München ansässige Musikproduktionsfirma Syndicate Musicproduction.

## Werk

Logo von Syndicate Musicproduction

Im Jahr 1998 stieg Wolfgang von Webenau in die fünf Jahre zuvor von Achim Kleist gegründete Musikproduktionsfirma Syndicate Musicproduction ein; seitdem ist er der musikalische und geschäftliche Partner von Kleist. Von Webenau erhielt bisher über 115 Gold- und Platin-Auszeichnungen für seine Produktionen. Zudem waren die von ihm produzierten Singles und Alben über 125-mal in den Top 10 der internationalen Charts.

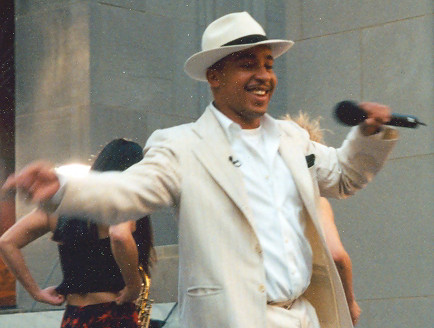
Lou Bega (1999)

1999 produzierten von Webenau und Kleist den Titel Mambo No. 5 des Interpreten Lou Bega, der zu einem weltweiten Charterfolg wurde, sich in mehr als 20 Ländern auf Platz 1 der Single-Charts platzierte und zu einer Grammy-Award-Nominierung von Lou Bega führte. In den USA erreichte Mambo No. 5 Platz 1 der Radiocharts. Wolfgang von Webenau und Achim Kleist produzierten auch Lou Begas Debütalbum A Litte Bit Of Mambo, das sie gemeinsam mit Bega und Christian Pletschacher schrieben. Das Album war ebenfalls international erfolgreich und erreichte unter anderem Platz 3 der US Billboard Charts, sowie Platzierungen in den Hitparaden in 34 Ländern, davon 26-mal in den Top Ten. Im Jahr 2000 wurde von Webenau für seine Leistungen als Produzent für den Echo nominiert. Mambo No. 5 gilt durch den internationalen Erfolg als eine der erfolgreichsten deutschen Pop-Musikproduktionen.
Von Webenau und Kleist produzierten und komponierten Titel für mehrere Alben von Andrea Berg, die die Spitze der Albumcharts erreichten. Syndicate Musicproduction komponierten und produzierten außerdem für die 2014 gegründete Gruppe Feuerherz. Bis zu ihrer Auflösung 2020 veröffentlichte diese vier Studioalben und erreichten zwei Top-Ten-Platzierungen in den Albumcharts.
Im Bereich Film, Fernsehen und Werbung konnte von Webenau viele Musikproduktionen und Kompositionen platzieren. In deutschen Filmen wie Der Schuh des Manitu, Der Wixxer oder Bang Boom Bang – Ein todsicheres Ding und in internationalen Filmen wie Stuart Little (das Lied 1+1=2), Madagascar und Der Grinch ist von Webenaus Musik zu hören. Mambo No. 5 fand unter anderem in den Fernsehserien The Office und Die Simpsons Verwendung.
Nach Angaben von Syndicate Musicproduction arbeitete von Webenau im Bereich Werbemusik mit Firmen wie BMW, Burger King, McDonald’s, Langnese, Ford, Toyota und Lancia zusammen.
Von Webenau ist als Produzent und Komponist für deutsche und internationale Künstler unterschiedlicher Genres tätig, unter anderem:
- Andrea Berg[5]
- Beatrice Egli[14]
- Bro’Sis[15]
- Compay Segundo vom Buena Vista Social Club[10]
- DJ BoBo[16]
- DJ Ötzi[17]
- Fancy
- Feuerherz
- Giorgio Moroder[18]
- Juan Magán[19]
- Justin Jesso[20]
- Kim Wilde[21]
- Lil Jon[22]
- Lou Bega
- Maite Kelly[23]
- Marina Marx[24]
- Max Raabe[25]
- No Angels[5]
- Right Said Fred[7]
- Xavier Naidoo[26]

## Diskografie (Auswahl)
Singles

| Jahr | Titel Interpretation                           | Höchstplatzierung, Gesamtwochen, AuszeichnungChartplatzierungen (Jahr, Titel, Interpretation, Platzierungen, Wochen, Auszeichnungen, Anmerkungen) | Höchstplatzierung, Gesamtwochen, AuszeichnungChartplatzierungen (Jahr, Titel, Interpretation, Platzierungen, Wochen, Auszeichnungen, Anmerkungen) | Höchstplatzierung, Gesamtwochen, AuszeichnungChartplatzierungen (Jahr, Titel, Interpretation, Platzierungen, Wochen, Auszeichnungen, Anmerkungen) | Höchstplatzierung, Gesamtwochen, AuszeichnungChartplatzierungen (Jahr, Titel, Interpretation, Platzierungen, Wochen, Auszeichnungen, Anmerkungen) | Höchstplatzierung, Gesamtwochen, AuszeichnungChartplatzierungen (Jahr, Titel, Interpretation, Platzierungen, Wochen, Auszeichnungen, Anmerkungen) | Anmerkungen                             |
| Jahr | Titel Interpretation                           | DE | AT | CH | UK | US | Anmerkungen                             |
| ---- | ---------------------------------------------- | --- | --- | --- | --- | --- | --------------------------------------- |
| 1999 | Mambo No. 5 (A Little Bit of…) Lou Bega        | DE1 ×3Dreifachplatin · (29 Wo.)DE | AT1 ×2Doppelplatin · (23 Wo.)AT | CH1 ×2Doppelplatin · (50 Wo.)CH | UK1 ×2Doppelplatin · (21 Wo.)UK | US3 (22 Wo.)US | Erstveröffentlichung: 19. April 1999    |
| 1999 | I Got a Girl Lou Bega                          | DE19 (12 Wo.)DE | AT19 (8 Wo.)AT | CH20 (23 Wo.)CH | UK55 (2 Wo.)UK | — | Erstveröffentlichung: 30. August 1999   |
| 1999 | Teenager in Love Fishing for Compliments       | DE65 (9 Wo.)DE | — | — | — | — |                                         |
| 2000 | Tricky, Tricky Lou Bega                        | — | — | — | — | US74 (3 Wo.)US |                                         |
| 2000 | High On Your Love Tamy                         | — | — | CH63 (6 Wo.)CH | — | — |                                         |
| 2001 | M.U.S.I.C. Tears                               | DE90 (1 Wo.)DE | — | CH1 Gold · (13 Wo.)CH | — | — | Erstveröffentlichung: 26. November 2001 |
| 2002 | Dreamin’ Tears                                 | — | — | CH9 (21 Wo.)CH | — | — | Erstveröffentlichung: 11. März 2002     |
| 2002 | Like Ice in the Sunshine No Angels             | DE1 (16 Wo.)DE | AT1 Gold · (21 Wo.)AT | CH11 (15 Wo.)CH | — | — | Erstveröffentlichung: 6. Mai 2002       |
| 2002 | Heaven Must Be Missing an Angel Bro’Sis        | DE9 (11 Wo.)DE | AT29 (14 Wo.)AT | CH35 (9 Wo.)CH | — | — | Erstveröffentlichung: 3. Juni 2002      |
| 2003 | Burger Dance DJ Ötzi                           | DE1 Gold · (16 Wo.)DE | AT3 Gold · (23 Wo.)AT | CH7 (13 Wo.)CH | — | — | Erstveröffentlichung: 28. Juli 2003     |
| 2003 | Umlaufbahn Timo Langner                        | DE75 (2 Wo.)DE | — | — | — | — |                                         |
| 2004 | The Wizard Right Said Fred feat. Anke Engelke  | DE52 (3 Wo.)DE | — | — | — | — | Soundtrack zum Film Der Wixxer          |
| 2005 | Pirates of Dance DJ BoBo                       | DE16 (9 Wo.)DE | AT43 (4 Wo.)AT | CH3 (14 Wo.)CH | — | — | Erstveröffentlichung: 17. Januar 2005   |
| 2005 | Ilarie Las Chicas                              | DE78 (6 Wo.)DE | AT48 (4 Wo.)AT | CH56 (7 Wo.)CH | — | — |                                         |
| 2006 | Mosquito Loco Loco                             | DE67 (4 Wo.)DE | — | — | — | — | u. a. Platz 3 in den spanischen Charts  |
| 2008 | Olé Olé DJ BoBo                                | DE58 (9 Wo.)DE | — | CH12 (13 Wo.)CH | — | — | Erstveröffentlichung: 11. April 2008    |
| 2010 | Superstar DJ BoBo                              | DE41 (4 Wo.)DE | AT72 (1 Wo.)AT | CH14 (7 Wo.)CH | — | — | Erstveröffentlichung: 5. Februar 2010   |
| 2010 | Boyfriend Lou Bega                             | DE71 (1 Wo.)DE | — | — | — | — | Erstveröffentlichung: 21. Mai 2010      |
| 2010 | Sweet Like Cola Lou Bega                       | DE38 (5 Wo.)DE | — | — | — | — |                                         |
| 2010 | Sommer lass mich nicht allein Buddy feat. Meri | DE69 (1 Wo.)DE | — | — | — | — |                                         |
| 2011 | Everybody’s Gonna Dance DJ BoBo                | DE70 (1 Wo.)DE | — | CH72 (1 Wo.)CH | — | — | Erstveröffentlichung: 11. November 2011 |
| 2012 | La vida es DJ BoBo                             | DE81 (1 Wo.)DE | — | — | — | — | Erstveröffentlichung: 9. März 2012      |
| 2013 | Sununga Bê                                     | DE79 (3 Wo.)DE | — | — | — | — |                                         |
| 2013 | Everybody DJ BoBo & Inna                       | DE60 (1 Wo.)DE | — | — | — | — |                                         |

## Albumproduktionen (Auswahl)
Autorenbeteiligungen und Produktionen (komplette Alben)
- 1999 A Little Bit of Mambo – Lou Bega[28]
- 2015 Verdammt guter Tag – Feuerherz[29]
- 2016 Genau wie du – Feuerherz[30]
- 2018 Feuerherz – Feuerherz[30]
- 2019 Vier – Feuerherz[30]
- 2020 Der geilste Fehler – Marina Marx[31]

Weitere Autorenbeteiligungen und Produktionen
- 2001 Planet Colors – DJ BoBo (Titel Tell Me Why und Top of the World)[32]
- 2002 Never Forget (Where You Come From) – Bro’Sis (drei Titel, darunter Heaven Must Me Be Missing An Angel)[33]
- 2002 En Rouge – Tears (vier Titel)[34]
- 2002 Superhits II – Max Raabe & das Palast Orchester (acht Titel)[35]
- 2002 Today Is the Day – DJ Ötzi (drei Titel, darunter Burger Dance und Summer of 69)[36]
- 2002:Now … Us! – No Angels (Produktion des Titels Like Ice in the Sunshine)[37]
- 2003 Visions – DJ BoBo (mehrere Titel)[38]
- 2003 Welcome – Patrick Nuo (Titel Gone)[39]
- 2005 Pirates of Dance – DJ BoBo (fünf Titel, darunter Pirates of Dance und Hey Nanana)[40]
- 2006 Absolute – Mike Leon Grosch (Titel 24 Hours)[30]
- 2007 Fly Away – Banaroo (Titel Be My Satellite)[41]
- 2007 Vampires – DJ BoBo (zwei Titel Creature of the Night und Dangerous)[30]
- 2007 All 4 One – BeFour (Titel Zero Gravity)[42]
- 2007 Mach dich bereit – Luttenberger*Klug (Titel Gefangen im Jetzt)[43]
- 2008 Olé Olé – The Party – DJ BoBo (zwei Titel Let the Games begin und The Sun will Shine on You)[30]
- 2011 Dancing Las Vegas – DJ BoBo (neun Titel, darunter Gotta Go und La Vida Es)[44]
- 2013 Atlantis – Andrea Berg (sechs Titel, darunter Im nächsten Leben und Auf zu neuen Abenteuern)[45]
- 2013 Reloaded – DJ BoBo (zwei Titel)[46]
- 2014 Circus – DJ BoBo (sechs Titel, darunter Fiesta Loca und Are You Ready to Party)[30]
- 2015 Déjà Vu – Giorgio Moroder (drei Titel, City Lights, La Disco und 4 U With Love)[47]
- 2016 Seelenbeben – Andrea Berg (vier Titel, darunter Sternenträumer)[48]
- 2019 Mosaik – Andrea Berg (Titel Hallo Houston)[49]
- 2023 Balance – Beatrice Egli (zwei Titel Herzgesteuert und Lüg nochmal so schön)[30]

## Auszeichnungen für Musikverkäufe
Anmerkung: Auszeichnungen in Ländern aus den Charttabellen bzw. Chartboxen sind in ebendiesen zu finden.
| Land/RegionAuszeichnungen für Musikverkäufe (Land/Region, Auszeichnungen, Verkäufe, Quellen) | Gold       | Platin       | Diamant  | Verkäufe    | Quellen                                                                      |
| -------------------------------------------------------------------------------------------- | ---------- | ------------ | -------- | ----------- | ---------------------------------------------------------------------------- |
| Australien (ARIA)                                                                            | —          | 5× Platin5   | —        | 420.000     | aria.com.au                                                                  |
| Belgien (BRMA)                                                                               | Gold1      | 3× Platin3   | —        | 175.000     | ultratop.be                                                                  |
| Brasilien (PMB)                                                                              | Gold1      | —            | —        | 100.000     | lou-bega.com                                                                 |
| Chile (IFPI)                                                                                 | —          | 2× Platin2   | —        | 50.000      | lou-bega.com                                                                 |
| Dänemark (IFPI)                                                                              | —          | Platin1      | —        | 90.000      | ifpi.dk                                                                      |
| Deutschland (BVMI)                                                                           | 10× Gold10 | 15× Platin15 | —        | 3.650.000   | musikindustrie.de                                                            |
| Europa (IFPI)                                                                                | —          | Platin1      | —        | (1.000.000) | ifpi.org                                                                     |
| Finnland (IFPI)                                                                              | Gold1      | —            | —        | 20.000      | lou-bega.com                                                                 |
| Frankreich (SNEP)                                                                            | —          | —            | Diamant1 | 950.000     | infodisc.fr snepmusique.com                                                  |
| Golf-Kooperationsrat (IFPI)                                                                  | —          | Platin1      | —        | 30.000      | lou-bega.com                                                                 |
| Griechenland (IFPI)                                                                          | 2× Gold2   | —            | —        | 30.000      | lou-bega.com                                                                 |
| Indien (IMI)                                                                                 | —          | Platin1      | —        | 50.000      | lou-bega.com                                                                 |
| Indonesien (ASIRI)                                                                           | —          | Platin1      | —        | 50.000      | lou-bega.com                                                                 |
| Irland (IRMA)                                                                                | —          | 2× Platin2   | —        | 30.000      |                                                                              |
| Italien (FIMI)                                                                               | —          | 2× Platin2   | —        | 135.000     | fimi.it                                                                      |
| Kanada (MC)                                                                                  | —          | 5× Platin5   | —        | 500.000     | musiccanada.com                                                              |
| Malaysia (RIM)                                                                               | Gold1      | —            | —        | 25.000      | lou-bega.com                                                                 |
| Mexiko (AMPROFON)                                                                            | 2× Gold2   | Platin1      | —        | 425.000     | amprofon.com.mx                                                              |
| Neuseeland (RMNZ)                                                                            | —          | 4× Platin4   | —        | 45.000      | aotearoamusiccharts.co.nz                                                    |
| Niederlande (NVPI)                                                                           | Gold1      | Platin1      | —        | 150.000     | nvpi.nl                                                                      |
| Norwegen (IFPI)                                                                              | Gold1      | 2× Platin2   | —        | 25.000      | lou-bega.com                                                                 |
| Österreich (IFPI)                                                                            | 4× Gold4   | 7× Platin7   | —        | 125.000     | ifpi.at, ifpi.at                                                             |
| Philippinen (PARI)                                                                           | —          | 2× Platin2   | —        | 80.000      | lou-bega.com                                                                 |
| Portugal (AFP)                                                                               | —          | Platin1      | —        | 40.000      | lou-bega.com                                                                 |
| Schweden (IFPI)                                                                              | 3× Gold3   | 3× Platin3   | —        | 145.000     | sverigetopplistan.se ifpi.se (Memento vom 25. Juli 2011 im Internet Archive) |
| Schweiz (IFPI)                                                                               | 7× Gold7   | 8× Platin8   | —        | 150.000     | hitparade.ch                                                                 |
| Singapur (RIAS)                                                                              | Gold1      | —            | —        | 7.500       | lou-bega.com                                                                 |
| Spanien (Promusicae)                                                                         | Gold1      | Platin1      | —        | 150.000     | elportaldemusica.es                                                          |
| Südafrika (RISA)                                                                             | Gold1      | —            | —        | 25.000      | lou-bega.com                                                                 |
| Taiwan (RIT)                                                                                 | Gold1      | —            | —        | 25.000      | lou-bega.com                                                                 |
| Thailand (TECA)                                                                              | Gold1      | —            | —        | 25.000      | lou-bega.com                                                                 |
| Tschechien (IFPI)                                                                            | Gold1      | —            | —        | 15.000      | lou-bega.com                                                                 |
| Ungarn (MAHASZ)                                                                              | Gold1      | —            | —        | 25.000      | lou-bega.com                                                                 |
| Venezuela (APFV)                                                                             | Gold1      | —            | —        | 10.000      | lou-bega.com                                                                 |
| Vereinigte Staaten (RIAA)                                                                    | Gold1      | 3× Platin3   | —        | 3.000.000   | riaa.com                                                                     |
| Vereinigtes Königreich (BPI)                                                                 | Gold1      | 2× Platin2   | —        | 1.600.000   | bpi.co.uk                                                                    |
| Insgesamt                                                                                    | 44× Gold44 | 74× Platin74 | Diamant1 |             |                                                                              |

## Titel für Kino und Fernsehen (Auswahl)
- 1998: Stuart Little
- 1999: Bang Boom Bang – Ein todsicheres Ding
- 1999: Ally McBeal (Fernsehserie, eine Folge)[50]
- 2000: Jet Set[51]
- 2000: Der Grinch (How the Grinch Stole Christmas)
- 2001: Der Schuh des Manitu
- 2001: Just Visiting[52]
- 2004: Der Wixxer
- 2004: Die Simpsons (The Simpsons, Fernsehserie, Folge The Ziff Who Came to Dinner)[52]
- 2005: The Office (Fernsehserie, zwei Folgen)[52]
- 2006: Madagascar
- 2009: Fired Up![52]
- 2010: Alpha und Omega (Alpha and Omega)[52]
- 2018: Nur ein kleiner Gefallen (A Simple Favor)[52]
- 2019: Was Männer wollen (What Men Want)[52]